# Terra Aragonesa
Terra Aragonesa, (Tierra Aragonesa en castellà) és un partit soberanista i nacionalista aragonès establert el juny de 2007. Defensa la soberania política i econòmica d'Aragó.
Es declara republicà, ecologista i aconfesional. Està a favor de l'oficialitzazió i ús de la llengua aragonesa i catalana a l'Aragó. Els primers comicis els quals participà foren les eleccions generals del 2008, aleshores va presentar candidatures pel senat a Osca i a Saragossa, obtinguent uns resultats testimonials (886 vots).
L'any 2009 la formació va formalitzar una candidatura amb Estau Aragonés, Estat Valencià, República Valenciana-Partit Valencianista Europeu, Esquerra Nacionalista Valenciana i Bloc d'Esquerra Català per presentar-se a les eleccions europees del 2009 anomenada Coalició per les Repúbliques Sobiranes a Europa. Tanmateix, no es van poder presentar a causa de la falta d'avals (les noves formacions necessiten 15.000 signatures per poder presentar-s'hi) i en conseqüència van demanar el vot nul per aquelles eleccions.
Durant els anys 2009 i 2010, TA i Estau Aragonés començaren a participar en actes conjunts i aproximar posicions amb l'objectiu de presentar-se en coalició a les eleccions municipals i autonòmiques del 2011, fet que finalment no va ocòrrer.
L'any 2012, es va fer públic que el Partit Carlista d'Aragó, Estau Aragonés i Terra Aragonesa estaven treballant en l'articulació d'una coalició aragonesista que s'havia de nombrar Bloque Aragonés - Religada Nazionalista (BA-RN). Finalment no hi va haver-hi acord i la coalició no es va arribar a materialitzar. En conseqüència una part de la militància de Terra Aragonesa va deixar la formació per tal de formar juntament amb el Partit Carlista, un nou partit de caràcter foralista no independentista, anomenat Bloc Aragonès.